# Бессарабовка
Бессарабовка (укр. Бесарабівка) — село,
Бессарабовский сельский совет,
Кегичёвский район,
Харьковская область, Украина.
Код КОАТУУ — 6323180601. Население по переписи 2001 года составляет 492 (240/252 м/ж) человека. Население в 2020 году - 418 человек.
Является административным центром Бесарабовского сельского совета, в который, кроме того, входит село
Кохановка.

## Географическое положение
Село Бессарабовка находится на реке Богатая (в основном на левом берегу), выше по течению примыкает село Кохановка, ниже по течению на расстоянии в 2 км расположено село Чернолозка. Село вытянуто вдоль реки на 5 км. На реке большая запруда. На расстоянии в 4 км находится пгт Кегичёвка.

## История
- 1880 — дата основания

## Экономика
- Молочно-товарная ферма.
- Агрофирма им. Богдана Хмельницкого.

## Достопримечательности
- Братская могила советских воинов.

## Известные люди
- Степаненко Григорий Иванович — (1917—1988), Герой Советского Союза, родился 23 декабря 1917 года в селе Бессарабовка.